# ケアシホンヤドカリ
ケアシホンヤドカリ（毛脚本宿借、毛脚本寄居虫、学名: Pagurus lanuginosus）は、十脚目ホンヤドカリ科に分類されるヤドカリの一種。シベリア沿岸から九州までの北西太平洋の岩礁海岸でよく見られる小型のヤドカリである。
成体は甲長10mm前後で、ヤドカリ類としては小型である。第1胸脚の鋏脚は右側が大きく発達し、左側は細くて小さい。生体の体色は灰緑色で、脚と頭胸甲は緑褐色の毛に覆われ、また黒い小斑点が散在する。第一触角・第二触角（それぞれ短い触角・長い触角）は赤く、よく目立つ。眼柄はやや短く第1触角柄を超えない。
日本では北海道・本州・四国・九州と周辺島嶼の沿岸、日本以外では朝鮮半島からシベリアにかけての日本海北部沿岸に分布する。日本の熊本県三角産の標本がネオタイプとして設定されている。
岩礁海岸に生息し、波打ち際の海中や潮が引いた磯のタイドプール内で見られる。潮間帯における帯状分布は低めで、水上にはほとんど出ない。また岩石がない砂泥地や、塩分濃度が低い河口域にはまず生息しない。おもに外洋に面した透明度の高い磯で、ホンヤドカリ P. filholi、イソヨコバサミ Clibanarius virescens 等と同所的に見られるが、内湾の磯でユビナガホンヤドカリ P. minutus、ヨモギホンヤドカリ P. nigrofascia 等と見られることもある。使用する貝殻はコシダカガンガラ、スガイ、イボニシ等、同所的に棲む小型の巻貝が多い。性質は臆病で、危険を感じると素早く殻の奥に引っ込む。この時に大きな右の鋏脚が殻口を塞ぐ役割をもつ。食性は雑食で、デトリタス、藻類、動物の死骸などを食べる。抱卵期は11-3月である。

## 類似種
1990年代にケアシホンヤドカリの隠蔽種だった3種が新種記載された。4種とも体表が緑色系、触角が赤色系でよく似ているが、それぞれ小さな差異がある。
- ヒメケアシホンヤドカリ P. spina Komai, 1994 - 体表に斑点や帯模様がなく、ほぼ一様な緑褐色。タイプ産地は岩手県宮古湾[7]。
- ホシゾラホンヤドカリ P. maculosus Komai et Imafuku, 1996 - 歩脚の小斑点が黒ではなく白で、和名はこれを「星空」に見立てている。房総半島から九州南岸を経て天草諸島までの太平洋岸に分布する。日本固有種とみられる[5]。
- ヨモギホンヤドカリ P. nigrofascia Komai, 1996 - 第二・第三歩脚の指節基部（爪先の上方）に黒い帯模様があり、第二触角は橙色。北海道南部から九州まで分布する[8]。